# Topleț
Topleț là một xã thuộc hạt Caraș-Severin, România. Dân số thời điểm năm 2002 là 2913 người.